# Simplicity
Simplicity es el octavo álbum de estudio de la banda de rock estadounidense Tesla, publicado el 6 de junio de 2014. Simplicity vendió alrededor de 14 000 copias en los Estados Unidos en la primera semana de su lanzamiento, ocupando la posición No. 24 en la lista Billboard 200.

## Lista de canciones
1. "MP3" - 5:13
2. "Ricochet" - 3:47
3. "Rise and Fall" - 3:57
4. "So Divine..." - 4:53
5. "Cross My Heart" - 4:11
6. "Honestly" - 4:13
7. "Flip Side!" - 3:33
8. "Other Than Me" - 3:22
9. "Break of Dawn" - 5:04
10. "Burnout to Fade" - 4:51
11. "Life Is a River" - 4:56
12. "Sympathy" - 4:04
13. "Time Bomb" - 4:10
14. "'Til That Day" - 4:16

## Créditos
- Jeff Keith - voz
- Frank Hannon - guitarras, teclados
- Brian Wheat - bajo, teclados
- Troy Luccketta - batería
- Dave Rude - guitarras